# モアナと伝説の海
『モアナと伝説の海』（モアナとでんせつのうみ、原題: Moana）は、2016年にアメリカ合衆国で公開された3Dコンピュータアニメーションによるスペクタクル・アドベンチャー映画。ウォルト・ディズニー・アニメーション・スタジオが制作する56作目の映画である。日本では2017年3月10日に公開された。ウォルト・ディズニー・アニメーション・スタジオの長編映画が日本で3月に公開されたのは2014年公開の「アナと雪の女王」以来3年ぶりとなる。
劇場公開時の同時上映は『インナー・ワーキング』。キャッチコピーは「海に選ばれた16才の少女――彼女の名は、モアナ。」。
続編『モアナと伝説の海2』が2024年11月に公開。
2026年にディズニーによって実写映画が公開予定。

## あらすじ
モトゥヌイ島の伝承の一つに、このようなものがあった。
時は1000年前。女神テ・フィティの「心」には命を創り出す力があり、海しかなかったこの世界に島、植物、動物を誕生させた。同時にその心はあらゆる悪党の標的となる。ある時、変身自在の半神マウイは島として鎮座するテ・フィティから心を盗み出すが、逃げる最中に同じく「心」を求める溶岩の巨大な悪魔テ・カァの襲撃を受け、マウイはテ・フィティの心を海の奥底へ落としてしまう。テ・フィティの心がなくなったことで世界は闇に包まれ始める。しかし、世界が闇に覆われ尽くす前に、海に選ばれし者が現れ、珊瑚礁を超えてテ・フィティの元へ心を返しに行く。
この話を祖母タラから聞かされて育ったモトゥヌイの村長（むらおさ）の娘モアナは、幼い頃から珊瑚礁の向こうの海に関心を抱いていた。しかし村には「珊瑚礁を超えてはいけない」という掟があり、父のトゥイも掟を護り、娘にも同じことを要求した。幼いモアナは砂浜で意思があるかのように振る舞う波と、緑色の石を目にするが、成長するにつれてそのことは忘れ、次第に将来の村長としての自覚も大きくなる。それでも、海への好奇心は抑えられずにいた。
ある時、島の近海から魚が消え、作物も穫れなくなってしまう。モアナは珊瑚礁を超えて魚を獲りに行くことを提案するが、トゥイに猛反対される。モアナは悩みながらも漁師の船でサンゴ礁を越えようとするが、波に飲み込まれてしまい命辛々島に戻る。その様子を見た祖母タラは、モアナを閉ざされた洞窟へ連れて行く。そこには漁に使うより大きな船がいくつも置かれており、モアナは先祖が海を渡り、島を次々と開拓してきたことを知る。タラは幼いモアナの前に現れた波と緑色の石を見ており、モアナこそが「海に選ばれし者」であると告げた。その直後、タラは病に倒れる。死に際、モアナに緑色の石を手渡し、それがテ・フィティの心であると明かす。そして、珊瑚礁を超え、マウイを探し出し、彼と共にテ・フィティへ心を返しに行くよう伝える。決心したモアナはタラの言う通り、掟を破って洞窟の船で珊瑚礁の向こうの海へ繰り出すも、初めての航海では嵐の前に為す術もなく、無人島へ漂着する。
その島には心を盗んで以来、幽閉されていたマウイがいたが、彼は自らの行いについて「感謝されるべきだ」と言い張り、一緒にテ・フィティの元へ行くというモアナの頼みを聞こうとしない。マウイは幽閉されるまで、人間のために島を引き揚げたり、昼間を伸ばしたり、火を人間に与えたりと多くのことをしてきており、そうした彼の偉業や過去はタトゥーとして彼の体に現れているのだと語る。再び人々の英雄となるためマウイはモアナを洞穴に閉じ込め、モアナの船で島を出ようとするが、洞穴から脱出したモアナと「海」の説得により共に航海を始める。ただし、テ・フィティの元へ行くのはマウイがマウイたる所以――テ・カァから逃げる際にテ・フィティの心とともになくした、姿を自在に変える能力を持つ武器「神の釣り針」を、巨大なカニのタマトアから取り返した後に、という条件を付けて。
2人がタマトアの元へ向う途中、テ・フィティの心を狙うココナッツの海賊カカモラの一団が襲撃してくるも、マウイの帆捌きとモアナの機転によりこれを撃退。二人はタマトアの元へ辿り着き、マウイは釣り針を取り返すも、うまく変身できない。タマトアに捕まってしまったマウイを、モアナは光る苔を塗った石を囮にすることで助け出す。そのまま間欠泉を利用して逃げ出し、二人は神の釣り針を取り返すことに成功する。
変身できないことで自信をなくしているマウイに、モアナはどうして自分を信じられないのか尋ねる。すると、彼の持つ「海に捨てられる赤子」のタトゥーについて語り始める――自分は生まれた直後に捨てられた子であり、神に釣り針を与えられてのち、半神マウイとして人間を助け続けてきたのは、感謝されることで自分にも価値があると信じたかったためであると。「心」を盗んだのも、彼と違い命の限られた人間たちのためであったと。そして、釣り針を扱えなくなってしまったら自分には価値はないのではないかと。しかしモアナは、彼が海に神として選ばれたのは理由があるはずであるし、彼が英雄と呼ばれたのは彼自身の勇気と自己犠牲のためだ、とマウイを励ます。その後、モアナに感謝し、彼女を信用したマウイは彼女に航海術を教えるようになり、またマウイは変身の特訓を始める。
テ・フィティの島が近づいた時、2人の前にテ・カァが立ちはだかる。一度はこれに挑んだ二人だが、モアナの作戦の失敗で、テ・カァの攻撃を受け釣り針にヒビが入ってしまう。これにマウイは自身の力、ひいては人間からの感謝を永遠に失うことを恐れて去る。
自信を失ったモアナは海にテ・フィティの心を沈め、モトゥヌイへ帰ろうとする。すると、モアナの前にエイに生まれ変わったタラが現れ、モアナに自分を見つめ直すよう諭す。自分の海に対する愛情は、海に選ばれたから生まれたのではなく、海を渡っていた先祖から受け継がれてきた自分自身のものだということにモアナは気づく。モアナは再びテ・フィティの心を返すことを決意し、再び海を越え単身テ・カァに立ち向かい、海に入れないという弱点をついて、教わった航海術で立ちはだかるテ・カァをかいくぐる。内なる声に従ったモアナの元へマウイも戻り、釣り針を犠牲にしながらもテ・カァの追撃からモアナを助ける。ついにモアナはテ・フィティの島に至るも、その島は環礁のようになっており、テ・フィティが鎮座するはずの場所には海が広がるのみ。モアナは、テ・カァこそが心をなくしたテ・フィティの怒り猛っている姿だと気づくと、彼女に自分を見つめ直すよう説き、テ・カァの胸に「心」を嵌め込む。
心を取り戻したテ・カァはテ・フィティの姿へと戻り、世界には緑と平和が戻ってゆく。マウイはテ・フィティに「心」を盗んだことを謝罪し、新たな釣り針を与えてもらう。マウイの身体には新たに「海に選ばれし少女」のタトゥーが現れる。
モアナはマウイに優れた航海士が必要と言って村に来ないか聞くものの、マウイはすでにモアナがいるから必要ない、と断る。モアナは一人で生きる道を選んだマウイと別れ、モトゥヌイへと戻る。家族や村人との再会を果たしたモアナは、村長になるのではなく、教わった航海術で先祖がしてきたように海を渡り島を開拓していくことを決意したのだった。
エンドロール後、タマトアが間欠泉によりひっくり返ったまま身動きが取れずにいるところで映画は幕を閉じる。

## 登場キャラクター

### 主要人物
モアナ・ワイアリキ（Moana Waialiki）
この物語の主人公である16才の少女。モトゥヌイの村長の一人娘で、いずれ父親の跡を継ぐことが期待されている。盗まれたテ・フィティの「心」を返す者として海に選ばれ、戸惑いながらも愛する村人を救うため航海に出る。その途中、テ・フィティの心を盗んだ張本人である風と海を司る神マウイと出会い、共に航海をすることになる。一人称は「私」。祖父はいない。
島育ちの高いバイタリティを持つが、掟により海に出たことがなかったため航海に出た当初の航海術は素人同然。マウイとの旅を通じて技術的、精神的に成長する。

マウイ（Maui）
風と海を司る半神半人で、筋骨隆々の肉体を持つ。恐らくは不老。神に与えられた「神の釣り針」を使ってどんな生き物にも姿を変えられる変身の達人。一人称は「俺」。素晴らしい航海士でもあるが、泳ぎは不得意で、釣り針で鷹や水棲生物に変身するか船に乗るかしなければ海を越えて旅することができない。テ・フィティの心を盗んだことがきっかけで釣り針を失い無人島に千年間幽閉されているが、かつては英雄と称えられた存在であり、体中に刻み込まれたタトゥーは、彼の偉業や過去を表す。人に感謝されるのが大好きで、かつ感謝されていることを疑わない自信家だが、実は生まれて間もなく親に捨てられた悲しい過去があり、数々の偉業も人々からの愛を求めて見返りを与え続けてきた結果であった。島に漂着したモアナと出会い、共に航海をすることになる。最初はモアナに協力する気は薄く、彼女の船が目当てで同行していたに過ぎなかったが、道中でモアナに助けられたり励まされたりするうちに心を開き、信頼を深めていった。
ミニ・マウイ（mini Maui）
マウイの体に現れたタトゥーのひとつで、人格を持ったマウイの分身であり、彼の“本心”。マウイの体を自由に動きまわり、声は出さないものの、身振り手振りで意思を伝えることができる。マウイが横柄な態度をとったり、道理に反したことをしそうになると止めに入るなど、マウイの“良心”の役割を果たす。

### モトゥヌイの村人
トゥイ・ワイアリキ（Tui Waialiki）
モアナの父親で、モトゥヌイの村長。娘と同じく海を愛する心を秘めているが、珊瑚礁を越えようとして波に飲み込まれ親友を失った辛い過去があることから、「珊瑚礁を超えてはいけない」という掟を頑なに守っている。海に出たいというモアナを厳しく叱責するが、娘であるモアナを誰よりも心配してのことである。最終的には珊瑚礁を越えたモアナから謝罪され静かに受け入れた。
シーナ・ワイアリキ（Sina Waialiki）
モアナの母親。愛情と思いやりに溢れた芯の強い女性。娘のモアナを心配しつつ、航海に出たいモアナの気持ちを尊重し、そっと送り出す。
タラ（Tala）
モアナの祖母で、トゥイの母。不思議な言動が多い変わり者だが、モアナの良き相談相手。島の伝説に詳しく、それを子供達に語り伝えているが、ある日病に倒れ、海に選ばれたモアナに航海に出るように伝え、モアナが航海に出た後に亡くなる。背中にはエイのタトゥーが刻み込まれており、亡き後はエイに生まれ変わる。
ヘイヘイ（Heihei）
モアナが可愛がっているニワトリ。知能指数はゼロに等しく、前にしか進めず、目の前にあるものは何でも餌と勘違いして飲み込んでしまう困った癖がある。モアナの知らないうちに舟に乗っていたことから、共に航海をすることになる。
プア（Pua）
モアナが飼っている豚。モアナと共に航海に出ようとするも波に飲み込まれてしまい、命辛々モトゥヌイに逃げ帰る。以来、海を怖がるようになり、航海に出たモアナの帰りを待つ。

### 敵
テ・フィティ/テ・カァ（Te Fiti/Te Ka）
海しかなかったこの世界に島、植物、動物を誕生させた命の女神。緑の植物に覆われた巨大な島として普段は鎮座しており、女神に姿を変えることができる。マウイにより「心」を奪われ、溶岩の悪魔テ・カァとなり、我を忘れて世界に闇を広げてゆく。
カカモラ（Kakamora）
モアナとマウイが航海の途中で遭遇する、ココナッツの海賊の集団。本作のディズニー・ヴィランズの1つ。海の漂流物で覆われた舟で暮らし、宝探しに明け暮れている。縄を結んだ銛と、痺れ毒が塗られた吹き矢を武器とし、モアナが持つテ・フィティの心を狙う。
タマトア（Tamatoa）
海底にある魔物の国「ラロタイ」で暮らす、体長15.2mの巨大なヤシガニ。本作のディズニー・ヴィランズの1つ。光輝くものや珍しいもので自分を飾り立て、それを自慢したのちに獲物を食べるのが趣味で、かつてマウイがなくした釣り針を持つ。また以前マウイに足の一本を奪われており、彼とは仲が悪い。

## 声の出演
| キャラクター       | 英語版声優                                                     | 日本語版声優                         |
| ------------------ | -------------------------------------------------------------- | ------------------------------------ |
| モアナ・ワイアリキ | アウリイ・クラヴァーリョ                                       | 屋比久知奈（16歳） 正垣那々花（8歳） |
| ベビー・モアナ     | ルイーズ・ブッシュ                                             | 竹野谷咲                             |
| マウイ             | ドウェイン・ジョンソン                                         | 尾上松也                             |
| トゥイ・ワイアリキ | テムエラ・モリソン、歌：クリストファー・ジャクソン             | 安崎求                               |
| シーナ・ワイアリキ | ニコール・シャージンガー                                       | 中村千絵                             |
| タラ               | レイチェル・ハウス                                             | 夏木マリ                             |
| タマトア           | ジェマイン・クレメント                                         | ROLLY                                |
| ヘイヘイ           | アラン・テュディック                                           | -                                    |
| 漁師               | オスカー・カイトリー                                           | 加藤拓二                             |
| 村人               | トロイ・ポラマル プアナニ・クラヴァーリョ アラン・テュディック | 天達武史 宮山知衣 多田野曜平         |
| タトゥーの村人     |                                                                | 辻岡義堂                             |
| 泣く子供           |                                                                | 梅崎音羽                             |
| 怯える子供         |                                                                | 海老原幸穏                           |
| 暗闇を怖がる子供   |                                                                | 澤田理央                             |
| 叫ぶ子供           |                                                                | 鎌田英怜奈                           |
| 吐きそうな子供     |                                                                | 山﨑翔太                             |
| 浜辺の村人         |                                                                | 川本克彦 後藤敦                      |
| 古代の男           |                                                                | 渕上祥人 竹内浩明                    |
| 村人               |                                                                | 落合佑介                             |
| 話し合う村人       |                                                                | 根本泰彦 かとうあずさ                |
| 村の戦士           |                                                                | 宮本賢一                             |

## 制作
『プリンセスと魔法のキス』の制作後、ロン・クレメンツとジョン・マスカーはテリー・プラチェットの小説『ディスクワールド』シリーズの第4作『死神の館』の翻案に取り組み始めた、しかし権利関係に問題が生じ計画の進行は停止することになった。同様の問題を回避するため、3つの新しい案を売り込み、2011年から独自の構想による映画の制作が開始された。2012年、二人はフィジー、サモア、タヒチへの取材旅行に赴き、南太平洋の人々と会いその文化を学んだ。
モアナは、二人にとってコンピュータアニメーションを主軸とした初めての映画である。コンピュータアニメーションを使用する理由の一つとして、海洋を含む環境の表現に従来の2D映画の技法を用いるよりもより有効であった点がある。また、南太平洋の人種の彫りの深い顔を表現するにあたっても、有用であった。
半神マウイの入墨は、セルアニメの手法で表現されている。
台本は、ジャレド・ブッシュによって書かれた。エリック・ゴールドバーグが動画を制作した。音楽は、オペタイア・フォアッイ（ポリネシアンミュージックグループテ・ヴァカのメンバー）、マーク・マンシーナ、リン＝マニュエル・ミランダが作曲した。
当初、フィフス・ハーモニーのメンバーであるダイナ・ジェーンがモアナ役として有望視されていた。しかし、数百人の候補をオーディションで選考した後、14歳のアウリイ・クラヴァーリョ（2000年11月22日生まれ）が起用されることが公表された（なお、彼女はハワイの先住民の血も引いている）。
2014年10月20日、ディズニーは公開日を2016年末と発表し、3月に公開日が公表された8本の映画プロジェクトの内容から、公開日は11月23日となるであろうと示唆された。11月10日には、公開日が11月23日と正式に発表された。
ヨーロッパのいくつかの国では「モアナ」は既に商標として使用されており、スペインではバイアナ（Vaiana）に変更された。さらにイタリアではオセアニア（Oceania）に変更され、モアナの代わりに主役の名はヴァイアナ（Vaiana）となった。
日本語題の「モアナと伝説の海」は2016年7月13日に発表され、同時に2017年3月10日に上映開始されることも発表された。また、主演として新人の屋比久知奈が起用されることとなった。

## 興行成績

### 北米
2016年11月23日に3875館で封切られ、その80%が3Dでの上映となった。公開初日の興行収入は『アナと雪の女王』や『塔の上のラプンツェル』を超える1568万ドルを記録し、5日目時点の成績は『ズートピア』を超える結果となった。映画ランキングでは、公開以来3週連続首位（11月25日〜27日、12月2日〜4日、12月9日〜11日）となり話題を呼んだ。4週目以降も『ローグ・ワン/スターウォーズ・ストーリー』や『SING/シング』などの話題作が続々と封切られる中で、2位（12月16〜18日）、6位（12月23日〜25日）、4位（12月31日〜1月1日）、8位（1月6〜8日）とトップ10に7週連続ランクインした。最終的に興行収入2億4821万8355ドルを記録し、2016年に公開されたアニメーション映画の中で5番目のヒットとなった（実写を含めると11番目）。

### 日本
日本では一足遅れて2017年3月10日から公開され、3月11日～12日の土日2日間全国映画動員ランキングでは、初登場1位を獲得し、動員46万6480人、興行収入5億8948万5600円を記録した。この記録は、前年大ヒットした『ズートピア』のオープニング成績を上回る結果となった。2週目（3月18日〜19日）は、初登場の『SING/シング』に首位を奪われ2位にランクダウンしたが、その後も5週目（4月8日〜9日）までは2位をキープし続け、最終的には8週目（4月29日〜30日）で9位を記録するまで、トップ10には8週間ランクインし続けてた。最終興行収入は51.6億円で、ランキング上位を本作より長期間キープしていた『SING/シング』を僅差で上回った。
『アナと雪の女王』以降、ディズニーのアニメ映画の日本での3D上映は2D版と比べて小規模となっていたが、本作では4月8日から20日まで期間限定で上映された4DX・MX4D版を含め、全て2Dのみの公開となった。実写を含めたディズニー作品全体でも、『BFG: ビッグ・フレンドリー・ジャイアント』や『ピートと秘密の友達』のように、海外では3Dでも公開された作品が日本では2D上映のみとなり、Blu-ray 3Dも未発売（映像ソフトもMovieNEXではなく、通常のBlu-ray・DVDとして発売）となっていたが、本作ではMovieNEX購入者向け、あるいはオンライン限定のセット商品としてBlu-ray 3Dが発売された。

## トリビア
- モトゥヌイの島に、『アナと雪の女王』に登場するマシュマロウに類似した生き物が描かれたタパが登場する。
- ベビー・モアナがテ・フィティの心を見つけるシーンで、海の泡がミッキーマウスの形をしている。
- モトゥヌイの島で登場するタパに描かれた2人の人物は、本作で監督を務めたロン・クレメンツとジョン・マスカーに類似している。
- モアナが航海に出るために荷物をまとめるシーンで、人参と2本の木の枝が登場する。これは、『アナと雪の女王』に登場する雪だるまのオラフを連想させる。
- マウイが「俺のおかげさ」を歌うシーンで、『リトル・マーメイド』に登場する魚のフランダーが登場する。
- カカモラの中に、『ベイマックス』に登場するベイマックスのデザインのカカモラが一瞬だけ登場する。
- タマトアが住む魔物の国・ラロタイでモアナに襲いかかる紫のお面をかぶった魔物は、『ズートピア』に登場するナマケモノのフラッシュである。
- タマトアの背中に、『アラジン』の魔法のランプが乗っている。
- タマトアのシーンでマウイが一瞬だけ変身するトナカイは、『アナと雪の女王』に登場するスヴェンである。
- エンドロールで、『シュガー・ラッシュ』の主人公・ラルフが描かれたタパが登場する。
- 本作には2002年のニュージーランド映画『クジラの島の少女』からの影響が指摘されており、同作にはタラ役のレイチェル・ハウスも出演している[31][32][33]。また、『クジラの島の少女』の監督を務めたニキ・カーロは2020年のディズニー作品『ムーラン』を監督している[34]。

## サウンドトラック
『モアナと伝説の海 オリジナル・サウンドトラック ＜日本語版＞』の他に、歌詞が全て英語の『モアナと伝説の海 オリジナル・サウンドトラック ＜英語版＞』が存在する。トラック41の「How Far I'll Go（エンドソング）」は、＜日本語版＞限定のボーナストラックである。
| #  | タイトル                                                                        | アーティスト                                                         |
| -- | ------------------------------------------------------------------------------- | -------------------------------------------------------------------- |
| 1  | タガロア神への祈り                                                              | オリビア・フォアイ                                                   |
| 2  | 無垢な勇者                                                                      | ヴァイ・マヒナ、スラタ・フォアイ＝アミアツ、マシュー・イネリオ       |
| 3  | いるべき場所                                                                    | 安崎求、夏木マリ、中村千絵、屋比久知奈、竹野谷咲、正垣那々花         |
| 4  | どこまでも～How Far I’ll Go〜                                                   | 屋比久知奈                                                           |
| 5  | もっと遠くへ                                                                    | 渕上祥人、竹内浩明                                                   |
| 6  | どこまでも～How Far I’ll Go〜（リプライズ）                                     | 屋比久知奈                                                           |
| 7  | 俺のおかげさ                                                                    | 尾上松也                                                             |
| 8  | シャイニー                                                                      | ROLLY                                                                |
| 9  | パーテー・ドラム・ダンス                                                        | オリビア・フォアイ、オペタイア・フォアイ、タラガ・スティーヴ・セール |
| 10 | モアナ                                                                          | 夏木マリ、屋比久知奈                                                 |
| 11 | 自分をみつめて                                                                  | 屋比久知奈                                                           |
| 12 | もっと遠くへ（フィナーレ）                                                      | 渕上祥人、竹内浩明                                                   |
| 13 | どこまでも～How Far I’ll Go〜（エンドソング）                                   | 加藤ミリヤ                                                           |
| 14 | 俺のおかげさ（ジョーダン・フィッシャー /リン＝マニュエル・ミランダ バージョン） | ジョーダン・フィッシャー feat. リン＝マニュエル・ミランダ            |
| 15 | プロローグ                                                                      | マーク・マンシーナ                                                   |
| 16 | お父さんもあなたと同じ                                                          | マーク・マンシーナ                                                   |
| 17 | 村の変わり者                                                                    | マーク・マンシーナ                                                   |
| 18 | 洞窟                                                                            | マーク・マンシーナ                                                   |
| 19 | 海に選ばれた者                                                                  | マーク・マンシーナ                                                   |
| 20 | 神の釣り針                                                                      | マーク・マンシーナ                                                   |
| 21 | 横たわるタラ                                                                    | マーク・マンシーナ                                                   |
| 22 | 意地の張り合い                                                                  | マーク・マンシーナ                                                   |
| 23 | 海賊、カカモラ                                                                  | マーク・マンシーナ                                                   |
| 24 | 海を渡る者                                                                      | マーク・マンシーナ                                                   |
| 25 | 岩山を登る                                                                      | マーク・マンシーナ                                                   |
| 26 | タマトアのねぐら                                                                | マーク・マンシーナ                                                   |
| 27 | 大脱出                                                                          | マーク・マンシーナ                                                   |
| 28 | もし俺が海でも                                                                  | マーク・マンシーナ                                                   |
| 29 | テ・カァを倒す                                                                  | マーク・マンシーナ                                                   |
| 30 | 飛び去るマウイ                                                                  | マーク・マンシーナ                                                   |
| 31 | 肩を落とすモアナ                                                                | マーク・マンシーナ                                                   |
| 32 | タラとの再会                                                                    | マーク・マンシーナ                                                   |
| 33 | テ・フィティへ向けて出帆                                                        | マーク・マンシーナ                                                   |
| 34 | 光を放つ心                                                                      | マーク・マンシーナ                                                   |
| 35 | 復活したテ・フィティ                                                            | マーク・マンシーナ                                                   |
| 36 | 女神の手                                                                        | マーク・マンシーナ                                                   |
| 37 | 航海するタガロア神                                                              | マーク・マンシーナ                                                   |
| 38 | また会おう                                                                      | マーク・マンシーナ                                                   |
| 39 | 島への道案内                                                                    | マーク・マンシーナ                                                   |
| 40 | 再び航海へ                                                                      | マーク・マンシーナ                                                   |
| 41 | How Far I'll Go（エンドソング）                                                 | アレッシア・カーラ                                                   |

## MovieNEX
2017年6月28日にデジタル配信が開始され、7月5日にMovieNEXが発売された。
- 「モアナと伝説の海 MovieNEX」
- 「モアナと伝説の海 MovieNEX プレミアム・ファンBOX」
- 「モアナと伝説の海 MovieNEXプラス3D」（オンライン予約限定商品）

## 受賞
| 年   | 映画賞                     | 賞                       | 対象                                                                        | 結果       |
| ---- | -------------------------- | ------------------------ | --------------------------------------------------------------------------- | ---------- |
| 2017 | 第74回ゴールデングローブ賞 | アニメ映画賞             | モアナと伝説の海                                                            | ノミネート |
| 2017 | 第74回ゴールデングローブ賞 | 歌曲賞                   | How Far I’ll Go                                                             | ノミネート |
| 2017 | 第44回アニー賞             | 作品賞                   | モアナと伝説の海                                                            | ノミネート |
| 2017 | 第44回アニー賞             | 編集賞                   |                                                                             | ノミネート |
| 2017 | 第44回アニー賞             | 視覚効果賞               | Ian J. Coony, John M. Kosnik, Blair Pierpont, Erin V. Ramos and Marlon West | 受賞       |
| 2017 | 第44回アニー賞             | キャラクターデザイン賞   |                                                                             | ノミネート |
| 2017 | 第44回アニー賞             | 絵コンテ賞               |                                                                             | ノミネート |
| 2017 | 第44回アニー賞             | ボイスキャスト賞         | Auli'i Cravalho                                                             | 受賞       |
| 2017 | 第70回英国アカデミー賞     | アニメ映画賞             | モアナと伝説の海                                                            | ノミネート |
| 2017 | 第89回アカデミー賞         | 長編アニメーション映画賞 | モアナと伝説の海                                                            | ノミネート |
| 2017 | 第89回アカデミー賞         | 歌曲賞                   | How Far I’ll Go                                                             | ノミネート |
| 2017 | 第28回全米製作者組合賞     | アニメーション映画部門   |                                                                             | 未決定     |
| 2017 | 第15回視覚効果協会賞       |                          |                                                                             | 未決定     |

## テレビ放映
| 回数 | 放送局     | 放送枠           | 放送形態       | 放送日               | 放送時間      | 放送分数 | 平均世帯 視聴率 | 備考 |
| ---- | ---------- | ---------------- | -------------- | -------------------- | ------------- | -------- | --------------- | --- |
| 1    | フジテレビ | （なし）         | 本編ノーカット | 2020年3月22日（日）  | 19:00 - 21:08 | 128分    | 6.4%            | 地上波初放送。解説ナレーター：バッキー木場。ゲスト：屋比久知奈（モアナ役）。 新型コロナウイルスによる影響でカナダ・モントリオールで開催予定だった「世界フィギュアスケート選手権2020」が中止になったことに伴う代替番組。「春くるプロジェクト」の一環として放送。 |
| 2    | 日本テレビ | 金曜ロードショー | 本編ノーカット | 2024年11月22日（金） | 21:00 - 23:04 | 124分    | 6.9%            | [ 43 ] |

- 視聴率はビデオリサーチ調べ、関東地区・世帯・リアルタイム。

## 関連書籍
- モアナと伝説の海（ディズニーアニメ小説版） - 偕成社刊、3月4日発売、全214ページ。
- モアナと伝説の海 ビジュアルガイド - KADOKAWA刊、3月16日発売、全96ページ。
- 角川アニメ絵本 モアナと伝説の海 - KADOKAWA刊、3月16日発売、全96ページ。
- ジ・アート・オブ モアナと伝説の海 - CLASSIX MEDIA刊、2月9日発売、全159ページ。
- CD付 ディズニーの英語[コレクション16 モアナと伝説の海] - KADOKAWA刊、4月15日発売、全192ページ。
- モアナと伝説の海（ディズニーゴールド絵本） - 講談社刊、3月4日発売、全18ページ。
- Disney モアナと伝説の海 SPECIAL BOOK（バラエティ） - 宝島社刊、3月10日発売。
- まるごとディズニーブックス モアナと伝説の海 - KADOKAWA刊、3月8日発売、全96ページ。
- ディズニームービーブック モアナと伝説の海 - 講談社、3月8日発売、全176ページ。
- モアナと伝説の海（ディズニーブックス）（新ディズニー名作コレクション（雑誌）） - 講談社刊、2月23日発売、全22ページ。
- モアナと伝説の海（ディズニー プレミアム・コレクション） - 永岡書店刊、2月15日発売、全26ページ。
- モアナと伝説の海（アニメランド） - 講談社刊、3月7日発売、全26ページ。